# Światowe Igrzyska Halowe w Lekkoatletyce 1985 – bieg na 60 m przez płotki kobiet
Bieg na 60 metrów przez płotki kobiet – jedna z konkurencji biegowych rozgrywanych podczas halowych światowych igrzysk lekkoatletycznych w hali Accor Arena w Paryżu. Eliminacje, półfinały i bieg finałowy zostały rozegrane 18 stycznia 1985. Zwyciężyła reprezentantka Węgier Xénia Siska.

## Rezultaty

### Eliminacje
Rozegrano 3 biegi eliminacyjne, do których przystąpiło 16 biegaczek. Awans do półfinałów dawało zajęcie jednego z trzech pierwszych miejsca w swoim biegu (Q). Skład półfinałów uzupełniły trzy zawodniczki z najlepszym czasem wśród przegranych (q).
Opracowano na podstawie materiału źródłowego.
Bieg 1
| Miejsce | Zawodniczka         | Czas | Uwagi |
| ------- | ------------------- | ---- | ----- |
| 1       | Anne Piquereau      | 8,12 | Q     |
| 2       | Xénia Siska         | 8,13 | Q     |
| 3       | Stephanie Hightower | 8,17 | Q     |
| 4       | Judy Simpson        | 8,31 | q     |
| 5       | Hilde Frederiksen   | 8,58 | q     |
| 6       | Sandra Tavares      | 8,86 | NR    |

Bieg 2
| Miejsce | Zawodniczka       | Czas | Uwagi |
| ------- | ----------------- | ---- | ----- |
| 1       | Ginka Zagorczewa  | 8,16 | Q     |
| 2       | Laurence Elloy    | 8,22 | Q     |
| 3       | Beatriz Capotosto | 8,52 | Q     |
| 4       | Awa Dioum-Ndiaye  | 8,76 | q,    |
| 5       | Cheung Suet Yee   | 9,09 | NR    |

Bieg 3
| Miejsce | Zawodniczka    | Czas  | Uwagi |
| ------- | -------------- | ----- | ----- |
| 1       | Wiera Akimowa  | 8,16  | Q     |
| 2       | Wendy Jeal     | 8,34  | Q     |
| 3       | Angela Weiss   | 8,56  | Q     |
| 4       | Pam Page       | 8,95  |       |
| 5       | Giannina Otoya | 11,04 |       |

### Półfinały
Rozegrano 2 biegi półfinałowe, w których wystartowało 12 biegaczek. Awans do finału dawało zajęcie jednego z trzech pierwszych miejsc w swoim biegu (Q).
Opracowano na podstawie materiału źródłowego.
Bieg 1
| Miejsce | Zawodniczka         | Czas | Uwagi |
| ------- | ------------------- | ---- | ----- |
| 1       | Anne Piquereau      | 8,00 | Q     |
| 2       | Ginka Zagorczewa    | 8,10 | Q     |
| 3       | Stephanie Hightower | 8,22 | Q     |
| 4       | Wendy Jeal          | 8,37 |       |
| 5       | Beatriz Capotosto   | 8,47 | NR    |
| 6       | Awa Dioum-Ndiaye    | 8,77 |       |

Bieg 2
| Miejsce | Zawodniczka       | Czas | Uwagi |
| ------- | ----------------- | ---- | ----- |
| 1       | Xénia Siska       | 8,00 | Q,    |
| 2       | Laurence Elloy    | 8,01 | Q     |
| 3       | Wiera Akimowa     | 8,04 | Q     |
| 4       | Judy Simpson      | 8,46 |       |
| 5       | Angela Weiss      | 8,48 |       |
| 6       | Hilde Frederiksen | 8,54 |       |

### Finał
Opracowano na podstawie materiału źródłowego.
| Miejsce | Zawodniczka         | Czas |
| ------- | ------------------- | ---- |
| 1       | Xénia Siska         | 8,03 |
| 2       | Laurence Elloy      | 8,08 |
| 3       | Anne Piquereau      | 8,10 |
| 4       | Stephanie Hightower | 8,12 |
| 5       | Ginka Zagorczewa    | 8,13 |
| 6       | Wiera Akimowa       | 8,14 |